# André de Laborde de Monpezat
André de Laborde de Monpezat, född 6 maj 1907, död 23 februari 1998, var en fransk affärsman vars son Henri gifte sig med Danmarks tronföljare och sedemera regernande drottning Margrethe II. 
Han var son till Henri de Laborde de Monpezat och Henriette Keller, född Hallberg.